# Bezirk Oświęcim

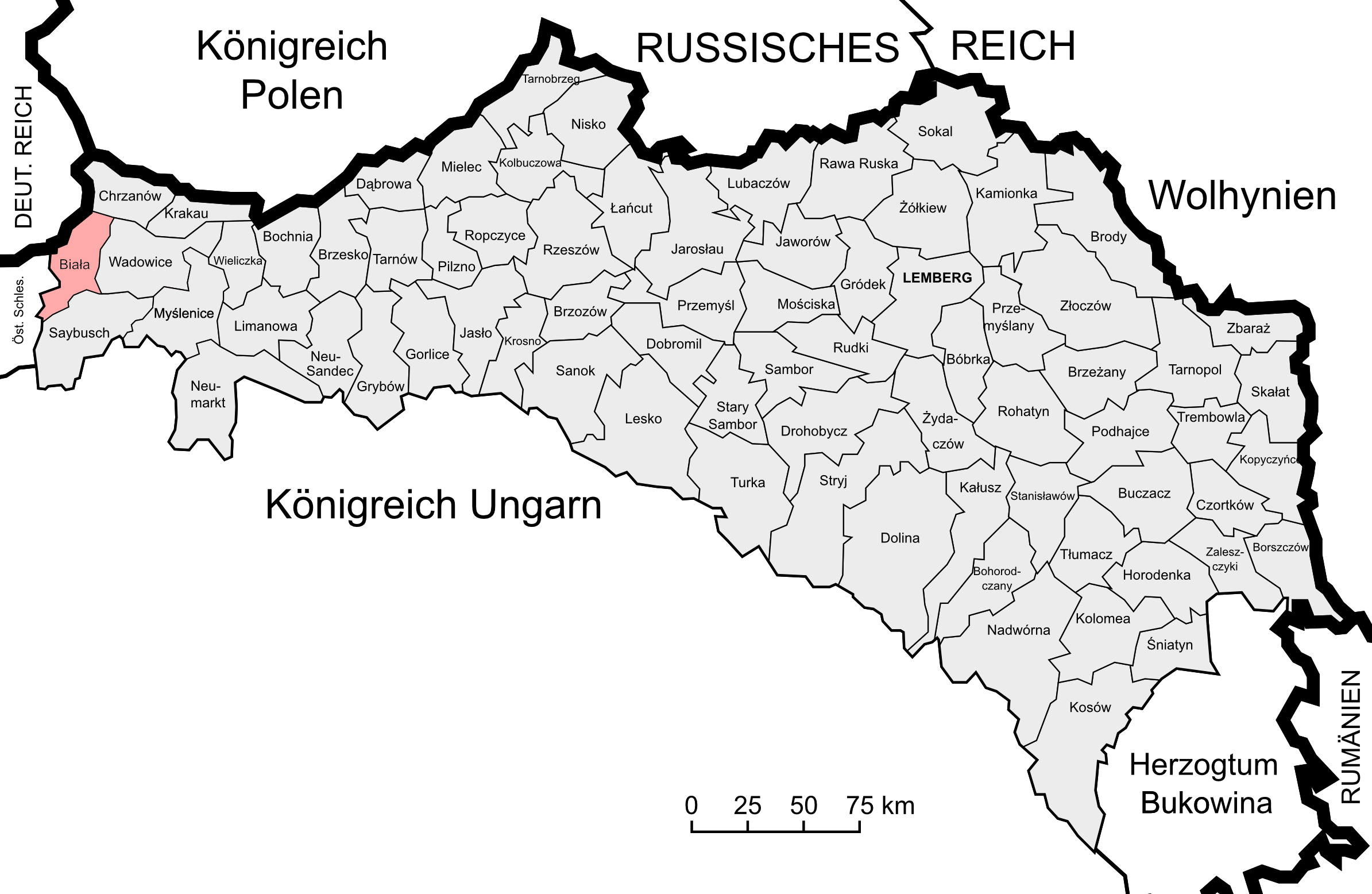
Lage des Bezirks Oświęcim (als Teil des Bezirks Biała) im Kronland Galizien und Lodomerien

Der Bezirk Oświęcim (selten auch Bezirk Auschwitz) war ein politischer Bezirk im Kronland Galizien und Lodomerien. Sein Gebiet umfasste Teile Westgaliziens im heutigen Polen (Powiat Oświęcim), Sitz der Bezirkshauptmannschaft war die Stadt Oświęcim. Nach dem Ersten Weltkrieg musste Österreich den gesamten Bezirk an Polen abtreten, hier sind große Teile heute im Powiat Oświęcimski zu finden.
Er grenzte im Nordwesten an das Deutsche Kaiserreich, im Nordosten an den Bezirk Chrzanów, im Südosten an den Bezirk Wadowice sowie im Südwesten an den Bezirk Biała.

## Geschichte
Der Bezirk entstand erst spät im Verlauf der Verwaltungsgeschichte Galiziens, konkret wurde er am 1. Juli 1910 durch das Ausscheiden des Gerichtsbezirks Oświęcim (Auschwitz) aus dem Bezirk Biała und des Gerichtsbezirks Zator aus dem Bezirk Wadowice geschaffen.
Der Bezirk Oświęcim bestand bei der Volkszählung 1910 aus 46 Gemeinden sowie 34 Gutsgebieten und umfasste eine Fläche von 336 km². Hatte die Bevölkerung 1900 noch 42.254 Menschen umfasst, so lebten hier 1910 49.996 Menschen. Auf dem Gebiet lebten dabei mehrheitlich Menschen mit polnischer Umgangssprache (97 %) und römisch-katholischem Glauben, Juden machten rund 13 % der Bevölkerung aus.

## Ortschaften
Auf dem Gebiet des Bezirks bestand 1910 Bezirksgerichte in Oświęcim (Auschwitz) und Zator, diesen waren folgende Orte zugeordnet:
Gerichtsbezirk Oświęcim (Auschwitz):
- Babice
- Broszkowice
- Brzeszcze
- Brzezinka
- Dwory
- Grojec
- Harmęże
- Jawiszowice
- Klucznikowice
- Kruki
- Łazy
- Monowice
- Stadt Oświęcim (Auschwitz)
- Pławy
- Polanka Wielka
- Poręba Wielka
- Przecieszyn
- Rajsko bestehend aus den Ortsteilen Budy und Rajsko
- Skidzin
- Stare Stawy
- Wilczkowice
- Włosienica
- Zaborze

Gerichtsbezirk Zator:
- Bachowice
- Chrząstowice
- Gierałtowice
- Gierałtowiczki
- Graboszyce
- Grodzisko
- Łączany
- Laskowa
- Lipowa
- Miejsce
- Palczowice
- Piotrowice
- Podolsze
- Półwieś
- Przeciszów
- Przybradz
- Rudze
- Ryczów
- Smolice
- Spytkowice
- Trzebieńczyce
- Stadt Zator